# ASTRO OK 準備完畢
《ASTRO OK 準備完畢》（韓語：아스트로 ok!준비 완료）是韓國MBC Music频道2016年播出的綜藝節目，由ASTRO出演。。